# Aleurolobus azadirachtae
Aleurolobus azadirachtae là một loài côn trùng cánh nửa trong họ Aleyrodidae, phân họ Aleyrodinae.
Aleurolobus azadirachtae được Regu & David miêu tả khoa học đầu tiên năm 1993.